# Guamo
Guamo es un municipio colombiano ubicado en el suroriente del departamento de Tolima es catalogada como la «Capital Ganadera del Tolima» ya que sus ferias se realizan los miércoles y jueves. 
El municipio también es bañado por tres ríos: Luisa, Magdalena y Saldaña.

## División Político-Administrativa
Además de su Cabecera municipal. Guamo tiene bajo su jurisdicción los siguientes Centros poblados:

Veredas de Guamo

- Cañada El Rodeo
- Serrezuela Las Garzas
- Chipuelo Oriente
- La Chamba
- Loma de Luisa
- Pueblo Nuevo
- Rincón Santo - La Troja

### Veredas
Guamo cuenta con 45 veredas en el área rural: 
Bellavista, Cañada Alta, Cañada Baja, Cañada Ondequeras, Cañada Unión, Callejón De Guaduas El Porvenir, Callejón De Guaduas Samán, Callejón De Guaduas, Caracolí Barroso, Caracolí E Iguaes, Centro Chipuelo, Cerro Gordo Los Pedones, Cerro Gordo, Chontaduro, El Badeo, El Chorro, El Jardín, Guamal, Guamalito, Jagualito El Rodeo, Jagualito Pueblo Nuevo, La Chamba, La Isla, La Luisa, Las Mercedes El Oval, Las Mercedes, Loma De Luisa, Oriente Chipuelo, Pajuil, Planadas Arenosa, Prigamosal Centro, Prigamosal Diamante, Prigamosal El Tuno, Prigamosal Guacamaya, Prigamosal Los Pasos, Prigamosal Oval, Quinto Chipuelo, Rincón Santo Bocas De Lemaya, Rincón Santo Centro, Rincón Santo La Troja, Serrezuela Las Garzas, Serrezuela Paraíso, Serrezuela Primavera, Serrezuela San Cayetano y Tovar.

## Historia
Oficialmente Guamo fue fundado el 6 de julio de 1772 en el que se erige la Parroquia Santa Ana del Guamo, con señalamiento de límites precisos, incluyendo el sitio de La Chamba y el nombre del cura que recayó en la persona de presbítero Antonio Buenaventura de la Pórtela.
Historia del poblamiento
La historia de la erección de dicha Parroquia originada por la necesidad de orden espiritual de sus primeros pobladores registra fechas y nombres errados de quienes según el testimonio de algunos investigadores fueron los responsables de su creación, debo advertir que en algunos libros y monografías que he escudriñado (Anuario Estadístico, Histórico, Geográfico de los Municipios del Tolima de Héctor Villegas V, Monografía del Municipio del Guamo de Rafael B. Galindo, compendio de Historia de Ibagué y del Tolima de Josué Bedoya Ramírez, entre otros autores), aparecen los nombres de clérigos, hacendados y hasta de parroquianos a quienes responsabilizan de ser los ejecutores del acto fundacional; el presente estudio busca aclarar y corregir errores, vacíos e inconsistencias descritas anteriormente. 
Fue el conquistador Sebastián de Belalcazar quien en una de sus expediciones descubrió su territorio en noviembre de 1538, tierras habitadas por los indios pertenecientes a las tribus de los Poincos y Yaporogos. El primer cronista en mencionar su nombre fue fray Pedro Simón en su obra "Noticias Historiales de las Conquistas de Tierra Firme en las Indias Occidentales", de acuerdo a sus acuciosas investigaciones dicho asentamiento se conocía en aquella época con el nombre de Guarró, que entonces formaba parte de la provincia de Coyaima, el nombre original citado por el fraile-cronista derivó años después en el que hoy ostenta.
Conocidos sus antecedentes más remotos, ahora centrémonos en el objeto principal de la presente investigación.
Antes que los feligreses del Guamo hicieran solicitud formal ante las autoridades virreinales para ser elevados a la categoría de Parroquia y en razón al progresivo crecimiento de los habitantes de origen español que habitan su territorio, estos suscriben una respetuosa solicitud al rey Carlos Ill para que se les reconociera como viceparroquia de la parroquia de Coello, que el monarca aceptó favorablemente expidiendo la Cédula Real de 2 de marzo de 1771. Esta disposición legal se debe entender: "como el feliz reconocimiento de una región y no de un pueblo, determinada por límites precisos, con nombre propio y como asentamiento humano digno de atención espiritual y material".
Recordemos que los territorios que conformaban los embrionarios asentamientos humanos del Guamo en tempo de la Colonia dependieron en materia civil de la sede del Virreinato (máxima expresión territorial y político administrativa que existió en aquella época) establecido en Santafé de Bogotá donde también funcionaba el Arzobispado del que también dependía el Guamo en la parte eclesiástica.
Las parroquias se habían creado en los límites de las haciendas con el objeto de adoctrinar a los trabajadores de las estancias y trapiches cercanos, siempre y cuando los dueños de las tierras cumplieran con la obligación de contribuir con el estipendio y la congrua del cura doctrinero. De tal manera, que la erección de una iglesia dentro de una hacienda, cumplidos los trámites legales daba la categoría de Viceparroquia o de Parroquia (según fuera el caso y el interés de los feligreses y de los terratenientes), pero bajo la propiedad privada del hacendado, quien donaba los muebles necesarios para su funcionamiento.
El autor Alberto Corradine Angulo en su investigación "Ciudades, Villas, Pueblos y Parroquias" precisa que para la creación de una Viceparroquia o de una Parroquia en la época del Virreinato debía surtirse "la doble aprobación: la civil otorgada por la Real Audiencia y la eclesiástica conformada por el Arzobispo", aclarando que por lo general el estatus de Viceparroquia fue: "el primer eslabón de la cadena para llegar a la categoría civil y eclesiástica de Parroquia".
El estudio de las fuentes documentales primarias extraídas de los legajos del Archivo Histórico de Ibagué (relacionadas con la erección de la Parroquia del Guamo) que anexo permite establecer que el 24 de febrero de 1772 (casi seis meses después de que el Guamo se hubiera erigido como Viceparroquia de Coello), el Visitador Eclesiástico Doctor Francisco de Vargas, dio el visto bueno a un documento de solicitud de los vecinos del Guamo (en su mayoría blancos de origen español y algunos indios mestizados) dirigida al Virrey Pedro Mesia de la Cerda para que se erigiera la Parroquia de Santa Ana del Guamo citando algunos inconvenientes como hallarse a más de cuatro leguas de distancia de la Parroquia de Coello y tener según lo manifiesta de manera pormenorizada en el escrito "de intermedio dos ríos caudalosos, y obligarse estos vecinos, no solo por el pedimento que hace cabeza, sino también por la escritura que presentaron, a satisfacer la congrua de cincuenta mil maravedíes, que es la de la Ley a su Cura; mantener las tres cofradías y la lámpara anualmente ardiendo para que esté colocado el Señor, con todas las demás anexidades a la perpetuación del beneficio, y decencia de culto diurno; y la donación aceptada que ha hecho Don Josef de Guzmán del terreno para la plaza, iglesia, casa del cura y cárcel, con moderación de los precios de los solares para la población".
Cumplido el dispendioso estudio del visitador eclesiástico Francisco de Vargas y del fiscal doctor Peñalber con compromisos jurados ante notario público, el quinto virrey de la Nueva Granada Pedro Mesia de La Cerda (quien ostentaba diferentes títulos y preeminencias como: Marqués de la Vega y Armijo Bacilo de Lora, Caballero Gran Cruz de Justicia en la religión de San Juan, Gentil Hombre en la Cámara de su Majestad con lave de entrada de su Consejo en el Real Supremo de Guerra, Teniente General de la Real Armada, virrey gobernador y capitán general de este Nuevo Reino de Granada y Provincias de Tierra Firme y presidente de la Audiencia y Cancillería Real), quien se apoya en el estudio del expediente adelantado por el Fiscal de su Majestad Doctor Peñalber, suscribe el decreto correspondiente el lunes 6 de julio de 1772 en el que se erige la Parroquia Santa Ana del Guamo, con señalamiento de límites precisos, incluyendo el sitio de La Chamba y el nombre del cura que recayó en la persona de presbítero Antonio Buenaventura de la Pórtela. 
La parte sustancial del mencionado Decreto expedido por el Virrey Mesía de la Cerda señala que: "aprueba la erección de la Parroquia con el título de Santa Ana propuesta para el sitio del Guamo".
En concordancia con el procedimiento legal, lego de la suscripción del Decreto Fundacional por parte del Virrey don Pedro Mesia de la Cerda, correspondiente a la aprobación civil, el documento fue remitido al Arzobispo de la Santa Iglesia Catedral Metropolitana de la diócesis de Santafé del Nuevo Reino de Granada fray Manuel Agustín Camacho y Rojas, (quien anteriormente se había desempeñado como Prior de Chiquinquirá, Santafé y Tunja y antiguo obispo de Santa Marta, descrito en la obra "Los Dominicos en Colombia" por parte de su autor Fray Alberto E. Ariza S. como "un varón virtuoso, enérgico y prudente"), para que surtiera el requisito de la aprobación eclesiástica, formalidad que se cumple el viernes 10 de julio de 1772, cumpliéndose en ese momento todos los trámites y requisitos exigidos.
La aprobación eclesiástica -como casi todas de las que se expedían en aquella época- se centró en las recomendaciones dirigidas al sacerdote sobre cómo debía impartirles a los parroquianos la doctrina cristiana y cimentar en ellos la celebración de las fiestas de la Santa Patrona, recordaba además la necesidad de pagar con puntualidad la congrua para la manutención del Cura.
Ahora bien, examinadas las fechas de la suscripción del acto fundacional por parte del virrey Pedro Mesa de La Cerda y la de la convalidación eclesiástica del arzobispo Manuel Agustín Camacho Rojas concluyó que la fecha que el Guamo debe institucionalizar como la de su fundación y punto de partida de su evolución política y administrativa es la del 6 de julio de 1772, por cuanto el documento que la soporta está suscrito por el Virrey, autoridad suprema dentro de su jurisdicción como jefe civil y militar dentro de su unidad administrativa, dependiendo de él también la justicia, el Tesoro, y los aspectos seculares del gobierno eclesiástico.
Recordemos que en virtud del patronato los monarcas -en este caso los españoles- lograron acaparar la mayor parte de las facultades atribuidas a la iglesia en el gobierno de los files, facultad que delegaron en los virreyes de las Reales Audiencias en América Indiana, que se convirtieron de hecho y de derecho en la máxima autoridad eclesiástica en los territorios bajo su dominio, de manera que la autoridad civil que ellos encarnaban era la que decidía sobre estas y otras materias.
Dentro de los documentos que anexo en el presente estudio hallados en el Archivo Histórico de Ibagué (Caja 2, Legajo 1, Documento 7 Folios 48-55V –Fondo Documental Colonia- reposa el título fundacional de la Parroquia del Guamo) que trascribo al castellano actual, dentro del acervo documental aparece un escrito del Fiscal Doctor Peñalber que dice haber visto y revisado las diligencias actuadas sobre la erección de la Parroquia, señalando que: "mediante a resulta de ellas la necesidad y suficientes causas que intervienen para dicha erección, en que ha convenido el excelentísimo Arzobispo de la Diócesis, si vuestra excelencia fuera servido (se refiere al señor Virrey Mesa de La Cerda), podrá por lo tocante a las regalías del Patronato aprobar la mencionada erección o proveer lo que le parezca más de justicia", ratificándose que era el Virrey como máxima autoridad de su jurisdicción quien en últimas aprobaba o improbaba la erección de la nueva Parroquia, ya que la firma del documento por parte del señor Arzobispo era un simple asunto de trámite.
En la parte final de las fuentes documentales aportadas hay un registro hecho en la ciudad de Ibagué el 8 de agosto de 1772 donde aparecen los nombres de las primeras autoridades de la Parroquia del Guamo: como alcalde ordinario aparece Agustín López de Castilla, como regidor decano Francisco de Villanueva, como procurador general y padre de menores Melchor Ignacio Muyting. cuyos nombres junto a los del virrey Pedro Mesía de la Cerda y del arzobispo Manuel Agustín Camacho Rojas deben quedar perpetuados para bien de la memoria colectiva en mármol o en bronce y en un lugar visible del edificio de la Alcaldía Municipal para hora de sus forjadores y el conocimiento de presentes y futuras generaciones.
De esta manera cumplo con el compromiso de rendir el informe de carácter historiográfico con la fecha de fundación del Guamo, estudio sustentado en fuentes documentales primarias inéditas, debidamente trascritas al castellano actual, además certificadas por la Coordinadora del Archivo Histórico de Ibagué, las cuales tienen valor probatorio e histórico.

## Geografía

### Ubicación geográfica
La cabecera municipal del Guamo está ubicada en el extremo nororiental del municipio. 
Su población, según el censo de 1993 del DANE, era de 14 076 habitantes, representando 43,5 % del total de la población del municipio.
Su extensión es de 402,62 hectáreas, que equivalen a 0,74% de la superficie total del municipio.
Extensión total: 18.751.09 Has km²
Extensión área urbana 386.58 km²
Extensión área rural: 18364.51 Has km²
Altitud de la cabecera municipal (metros sobre el nivel del mar): 326
Temperatura media: 28 °C
Distancia de referencia: 72 km de Ibagué

### Límites municipales
Guamo está delimitado por los siguientes municipios:
| Noroeste: San Luis          | Norte: El Espinal          | Nordeste: El Espinal (Quebrada el Eneal) |
| Oeste: San Luis (Río Luisa) |                            | Este: Suárez (Río Magdalena)             |
| Suroeste: San Luis          | Sur: Saldaña (Río Saldaña) | Sureste: Purificación (Río Saldaña)      |

## Festividades
CORPUS CHRISTI
Desde tempranas horas, millares de campesinos acuden a colaborar en el arreglo de los arcos triunfales y frutales y a exhibir y vender los famosos pasos; a ellos se unen los habitantes del casco urbano y muchos turistas, que motivados, unos por la comercialización de diversos productos, en su mayor parte artesanales, y otros por el deseo de recreación, imprimen a esta fiesta una dinámica especial. El Corpus Christi es la fiesta que conmemora la institución de la sagrada Eucaristía. 
Desde los tiempos de los apóstoles la Iglesia celebraba la fiesta del cuerpo y sangre de Cristo el Jueves Santo, pero debido a las diversas ceremonias que la liturgia imponía para ese día se vio conveniente que se dedicara a la Eucaristía un día especial con el fin de rendirle un homenaje público al Santísimo Sacramento. Fue así como en el año de 1264 el papa Urbano IV ordenó que la fiesta del Corpus se celebrara el jueves siguiente al domingo de la Santísima Trinidad. 
Y desde esa fecha en muchas parroquias del mundo se hace una procesión solemne por las calles en la cual se lleva al santísimo en la custodia y bajo palio. Para tal efecto se arreglan unos altares en cuya elaboración participan diversos estamentos ciudadanos y que tratan de mostrar escenas bíblicas o situaciones de la vida real donde el aspecto religioso juega un papel fundamental. Aunque esta celebración tiene un alto significado religioso instituido por la iglesia católica para rendir homenaje al santísimo sacramento, en Guamo tiene una connotación especial. 
Simultáneamente con la celebración religiosa se llevan a cabo festejos populares, porque el gran valor del corpus Christi está en que es más una manifestación cultural con ingredientes vivenciales cotidianos, donde se reafirman valores que a la vez facilitan el encuentro, la integración y la cordialidad de sus habitantes, donde todos comparten una misma creencia y respeto con la celebración religiosa y la alegría que gira alrededor de ella. Por eso es común encontrar el mercado campesino donde se comercian diversos productos, en especial el tradicional plátano paso. 
La celebración tiene varios elementos que la hacen especial: la fiesta religiosa, enmarcada con los tradicionales altares que representan distintos pasajes bíblicos, adornados con flores, imagines y niños vestidos de Ángeles, para dar un ambiente de reverencia y respeto al santísimo. Otro aspecto es la construcción de los arcos triunfales, un espectáculo único que se realiza alrededor del parque principal, adornados con hojas de palma, flores, frutos y artesanías elaboradas para el evento. Con motivo del corpus los campesinos traen de sus parcelas toda clase de frutos y con ellos construyen los arcos triunfales, exornados también con flores silvestres. 
Desde las vísperas a las 12 m, se dan los repiques de las campanas y suenan en su intermedio bambucos y guabinas, rajaleñas y bundes, cañas y torbellinos, generalmente interpretados por una banda de viento o papayera. No faltan en la misa los sermones, y la bendición con el santísimo sacramento; los juegos pirotécnicos con sus castillos, diablos, vacalocas y culebras incendiándose en medio de la noche y toda una amalgama de luces de colores para que niños y adultos gocen de la festividad. 
En cada una de las esquinas del parque y en otras aledañas, se levantan imponentes los altares que esperan en la hora vespertina que “Nuestro Amo” sea colocado en ellos por unos momentos durante el recorrido de la procesión, solo después de la cual los arcos frutales pueden ser bajos y vendidos pues su razón de ser es que los frutos de la tierra rindan un tributo a su creador. También en el parque se construye el paraíso con muestras animales y en algunos casos con la representación en vivo de los personajes de Adán y Eva; igualmente la exposición de frutos y plantas de la comarca, así como la presentación, de artesanías típicas de esta y otras regiones. 
La vara de premio consiste en una guadua larga, previamente engrasada y enjabonada con unos obsequios en el extremo, ya sea en dinero o en especie. Quienes aspiran a conquistarla generalmente se llenan sus bolsillos con arena para embadurnarse las manos y poder ascender, mientras que otros utilizan cabuyas como instrumento de ayuda. Al centro de la plaza promediando la mañana llegan las danzas tradicionales con cordones y cintas que al bailar comienzan a envolverse. Están los matachines, la representación de las leyendas, el mohán con su chicote y el mandingas o diablo que ya no asusta a nadie sino que juega con picardía. Se presentan bandas marciales de muchas instituciones educativas de la región y también las bandas pueblerinas y todo tiene sabor a carnaval.
Pruebe los maduros pasos, el arequipe, bizcochos, lechona y tamales. Además dese una vuelta por el paraíso terrenal, y darse una vuelta por los arcos triunfales.
|                  |                           |       |               |                    |                     |
| Quema De Pólvora | Presentaciones Culturales | Altar | Arco Veredal. | Desfile De Bandas. | Desfile Folclórico. |

FIESTA DE SAN JUAN Y SAN PEDRO
El comienzo de estas celebraciones muy posiblemente data de la época colonial cuando dentro del proceso de aculturación se impusieron comportamientos provenientes de la península ibérica… Sin embargo, es preciso hacer alguna distinción entre el San Juan y el San Pedro, en cuanto a su génesis y forma de celebración. El San Juan, desde el punto de vista religioso, corresponde a la fecha de la fiesta de San Juan Bautista y por otro lado coincide casi con el comienzo del verano en el hemisferio norte (21 de junio). 
Tuvo en sus orígenes una connotación popular por cuanto era la fiesta que los patronos les celebraban a sus peones, vaqueros, arrieros, gañanes y servidumbre en general. Los preparativos se iniciaban con llegada de las brisas Sanjuaneras; las casas campesinas se pintaban con llamativos colores, se remodelaban las barbacoas, se desempolvaban las bancas y los mejores asientos de cuero y del viejo baúl se sacaban los más vistosos manteles y las finas bateas de barro para servir las suculentas comilonas. 
El 23 desde muy temprano se preparaban los tamales y los bizcochuelos. Al caer la noche sobre los campos se iniciaba la jurrusca y las familias completas se reunían luciendo las mejores prendas. Las mujeres con largas y rotondas faldas florecidas, blusas blancas de arandelas, vistosas gorras y nuevas alpargatas; los hombres con pantalón de bota arremangada y camisa impecablemente blanca, un pañuelo rabo ‘e gallo y un elegante sombrero. A la luz de antorchas, espermas, lámparas de petróleo y luego de la moderna Coleman, se iniciaban los bailes que duraban toda la noche y que estaban animados por conjuntos musicales de familias campesinas, que arrancaban de sus guitarras, tiples, carrascas, maracas, bandolas, chuchos, flautas, puercas y tamboras, hermosas melodías. 
Al calor de la mistela y el aguardiente mosto, que de contrabando los abuelos escondidos en los montes destilaban con sumo cuidado y con el mejor anís en rústicos alambiques, se entonaban coplas por medio de las cuales se hacían declaraciones, promesas de amor eterno y hasta se sacaban los cueros al sol entre compadres cuando no era que ocultas verdades se revelaban. El compañero inseparable de las jurruscas era el volador que explotaba en los cielos campesinos y que por doquier llevaba un mensaje de alegría. El 24 hacia las cuatro de la madrugada termina la jurrusca y con el canto de los gallos y el aroma de los naranjos, mirtos, azucenos, cambulos y gualandayes, se inicia por todos los caminos el desfile hacia la cristalina quebrada o el caudaloso río; allí se cumple el tradicional baño. Las mujeres lucen su chingue floreado, de color rojo, ancho y hasta los tobillos; los hombres sus chingas de un solo tono envueltas en su cintura. 
Aquí no podían faltar las maliciosas miradas de los mozos y solterones empedernidos, quienes teniendo como principal cómplice las en ese momento envidiadas aguas, descubrían encantadoras curvas y talladas piernas de lindas y codiciadas morenas; aquí se iniciaban muchos amoríos, que en la mayoría de los casos terminaban en casorios. Al amanecer el baño termina y los hombres se retiran a preparar la embarcación. En balsas de vástago de plátano o guaduas muy bien adornadas, acompañado por la chirimía (ruidosa y muy alegre agrupación musical) baja por el río el legendario y típico personaje. 
Lo esperan cientos de jinetes que montan los más hermosos caballos de la región, el mohán, la patasola, el mandingas, la candileja y todos los demás; se inicia un concurrido desfile; por caminos y calles van quedando tendidos aquellos borrachitos que bebieron pelapinga como si el mundo se fuera a acabar y que no pudieron disfrutar como los demás de la despescuezada de gallos, las carreras de burros y de encostalados, lo mismo que la vara de premio.
Ha llegado el mediodía, la hora del toreo, los más bravos toros traídos de los grandes hatos son soltados uno a uno en la corraleja de guadua, para que sean lidiados por los nativos con sus camisas, sombreros y ponchos; algunos con sus faenas demostraban el valor de hombre, en pos de la conquista de una pretendida morena. La corrida termina al caer la noche, muchos son los aporreados y seguramente no falto el muerto. Se inicia la verbena, las bandas entonan sanjuaneros, bambucos, torbellinos y rajaleñas, aires musicales nacidos con la fiesta de San Juan. Todo el mundo baila, la noche termina, el nuevo día llega y con su alba culmina la celebración más auténtica del pueblo campesino. 
La fiesta de San Pedro es tan antigua como la de San Juan, solo que era la celebración de los patronos, los grandes gamonales y sus capataces, que con sus familias se entregaban a disfrutar, como días antes lo habían hecho sus peones. Los preparativos empezaban con los del San Juan, se alistaban grandes cantidades de aguardiente y mistela, se aseaban y decoraban cuidadosamente los patios de las haciendas, pues era allí donde se servían bajo la sombra de frondosos árboles, todas las viandas que habían sido preparadas. En la fiesta de San Pedro, era cuando se sacrificaba la mejor lechona, que asada al horno se convertía en el más exquisito manjar de los adinerados. 
Se contrataban los mejores conjuntos musicales de la comarca y la víspera por la noche se realizaban grandes quemas de pólvora, las que se denominan “noches de vacas loca”; en ellas aparecían la candelilla, un experto mitológico, que provisto de un látigo alcanzaba a quien pudiera, el tunjo, el poira, el duende, la madre monte y todos los demás personajes que ya habían aparecido en la fiesta del San Juan. Se bailaba y se tomaba hasta amanecer el día de San Pedro, cuando desde muy temprano se iniciaba el tradicional paseo, que consistía en trasladarse en hermosos y costosos caballos hasta la quebrada o el río, en donde se pasaba el día entero en total parranda, lo que no cambiaba en la noche y continuaba al día siguiente en las haciendas hasta que todo el mundo pasando por los días de San Churumbelo y San Churumbelito, caía rendido por el cansancio o doblegado por el licor.
Muchas de estas tradicionales se han ido perdiendo tras el relevo generacional y la aculturación progresiva que afronta hoy la sociedad. Perduran, pero con otras características, otras formas y otras manifestaciones artísticas, las alboradas, la embarcación, las presentaciones artísticas, las cabalgatas, los encierres y las corridas. A lo anterior se han añadido el pregón, los bailes públicos y el reinado Sanjuanero. Fuente: Guía turística y hotelera)

## Servicios públicos
- Energía Eléctrica: Celsia, es la empresa prestadora del servicio de energía eléctrica.
- Gas Natural: Alcanos de Colombia es la empresa distribuidora y comercializadora de gas natural en el municipio.